# Skalîste (Skalîste), Bahciîsarai
Skalîste (în ucraineană Скалисте) este localitatea de reședință a comunei Skalîste din raionul Bahciîsarai, Republica Autonomă Crimeea, Ucraina.

## Demografie
Componența lingvistică a localității Skalîste
     Rusă (72,43%)
     Tătară crimeeană (17,27%)
     Ucraineană (8,58%)
     Alte limbi (0,29%)
Conform recensământului din 2001, majoritatea populației localității Skalîste era vorbitoare de rusă (72,43%), existând în minoritate și vorbitori de tătară crimeeană (17,27%) și ucraineană (8,58%).